# Widok Bebeku koło Konstantynopola
Widok Bebeku koło Konstantynopola – obraz olejny na płótnie autorstwa Jana Matejki z 1872 roku, znajdujący się w zbiorach Lwowskiej Galerii Sztuki.
Jedyny znany pejzaż malarski wykonany przez Jana Matejkę powstał w 1872 roku. Lwowska Galeria Sztuki zakupiła w latach 1908–1912 obrazy po sekretarzu malarza, Marianie Gorzkowskim, od właścicieli prywatnych i od rodziny malarza, m.in. Portret czworga dzieci artysty i Widok Bebeku. Matejko odwiedził Stambuł w 1872 roku z żoną Teodorą. Małżonkowie zwiedzili Turcję na zaproszenie kuzyna artysty, Henryka Gropplera.